# 정종태
정종태(1938년 10월 3일 ~ )는 대한민국의 정치인이다. 제38·39대 울릉군수를 역임했다.

## 역대 선거 결과
|  | 35.94% |

|  | 41.74% |